# Weil-Restriktion
Die Weil-Restriktion (auch Weils Restriktion der Skalare) bezeichnet in der algebraischen Geometrie ein {\displaystyle S}-Schema, welches aus einem {\displaystyle S'}-Schema und einem Morphismus von Schemata {\displaystyle S'\to S} entstand.
Häufig interessiert man sich für den Fall, wenn {\displaystyle S'\to S} eine endliche Körpererweiterung {\displaystyle L/K} ist. Die Weil-Restriktion ist verwandt mit dem Konzept Restriktion der Skalare und nach André Weil benannt.

## Weil-Restriktion

### Grundbegriffe
Fixiere ein Schema {\displaystyle S}, ein Schema {\displaystyle X} ausgestattet mit einem Morphismus {\displaystyle f:X\to S} nennt man ein {\displaystyle S}-Schema. Alle Schemata über einem fixierten Schema {\displaystyle S} bilden die Kategorie {\displaystyle \mathbf {Sch/S} }.
Sei {\displaystyle {\mathcal {C}}} eine Kategorie, dann bezeichnet {\displaystyle {\mathcal {C}}^{op}} ihre duale Kategorie.

### Definition
Sei {\displaystyle h:S'\to S} ein Morphismus von Schemata. Für ein {\displaystyle S'}-Schema {\displaystyle X} betrachte den kontravarianten Funktor
{\displaystyle \operatorname {Res} _{S'/S}(X):\mathbf {Sch/S} ^{op}\to \mathbf {Set} ,\quad T\mapsto \operatorname {Hom} _{S'}(T\times _{S}S',X).}
Falls der Funktor darstellbar ist, dann heißt das dazugehörige {\displaystyle S}-Schema, welches auch mit {\displaystyle \operatorname {Res} _{S'/S}(X)} notiert wird, die Weil-Restriktion von {\displaystyle X} bezüglich {\displaystyle h}.